# St.-Petri-Kirche (Aurich-Oldendorf)

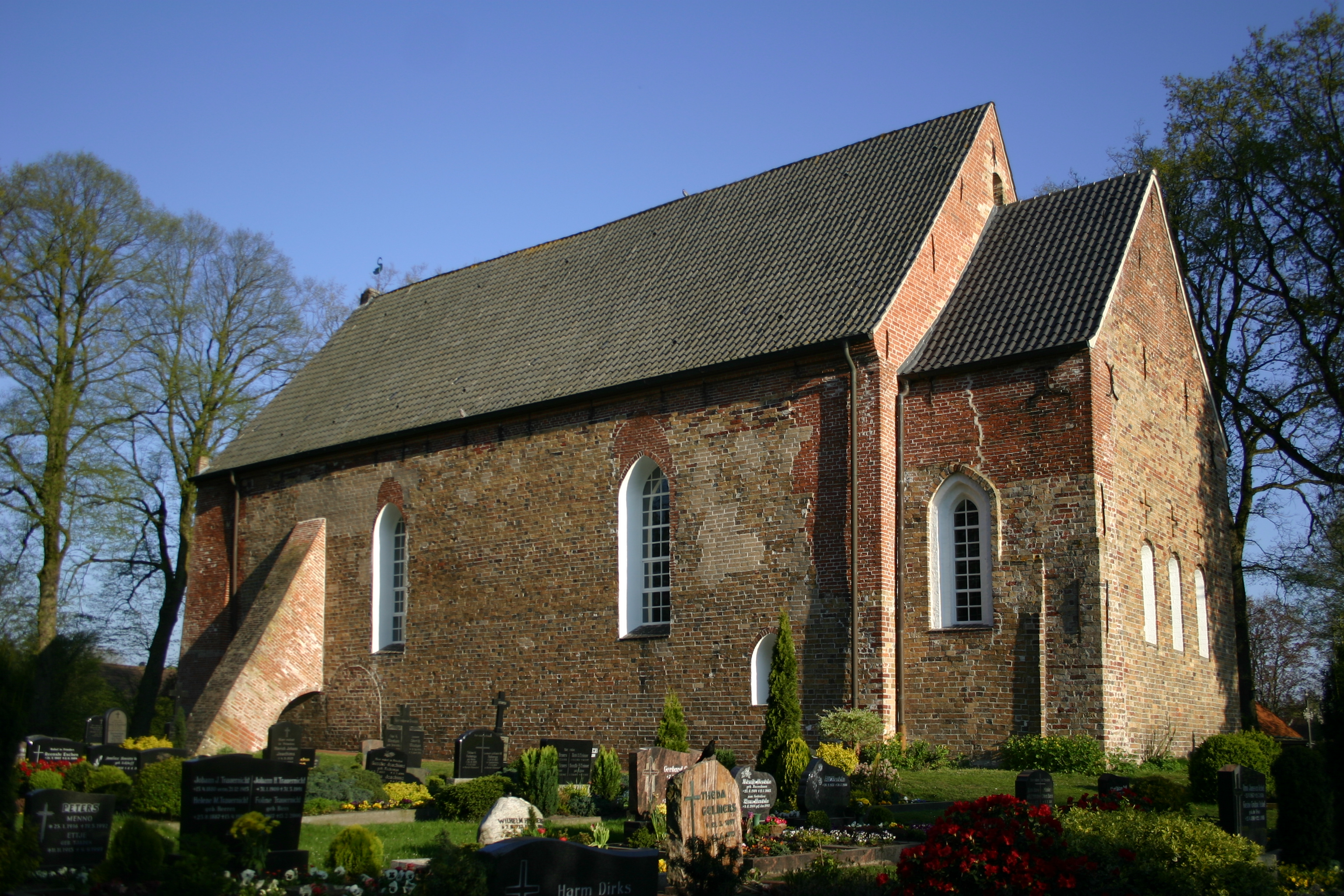
St.-Petri-Kirche

Die St.-Petri-Kirche ist eine evangelisch-lutherische Kirche im Ortsteil Aurich-Oldendorf von Großefehn.

## Geschichte und Baubeschreibung
Im Mittelalter gehörte (Aurich-)Oldendorf zur Propstei Leer im Bistum Münster, wird in einem Gemeindeverzeichnis um 1500 aber dem Brookmerland in der Propstei Hinte zugerechnet.
Die Einraumkirche wurde wahrscheinlich um 1270 bis 1280 gebaut und war ursprünglich dem Heiligen Petrus oder Jakobus geweiht. Die Rundbogen-Fenster an den Längsseiten des Kirchenschiffs waren ursprünglich mit Spitzbogen höher gezogen. Die Saalkirche hat einen eingezogenen Chor mit rechteckigem Grundriss und drei kleinen rundbogigen Ostfenstern. Der frei stehende Turm des geschlossenen Typs im Nordwesten stammt ebenfalls aus dem 13. Jahrhundert. Das Schiff war ursprünglich mit drei Jochen überwölbt; nur das Chorgewölbe ist erhalten. Im Jahr 1755 stürzte die Westmauer der Kirche ein. Für den Wiederaufbau im selben Jahr genehmigte Friedrich der Große eine Haussammlung in Preußen. Dabei verlegte man den Eingang der Kirche in die Westmauer und vermauerte die Portale im Norden und Süden. Während das Seitenaltarfenster, ein sogenanntes Hagioskop, vor dem Chorrücksprung an der Südseite erhalten blieb, ist das Hagioskop in der Nordfassade heute vermauert.

## Ausstattung

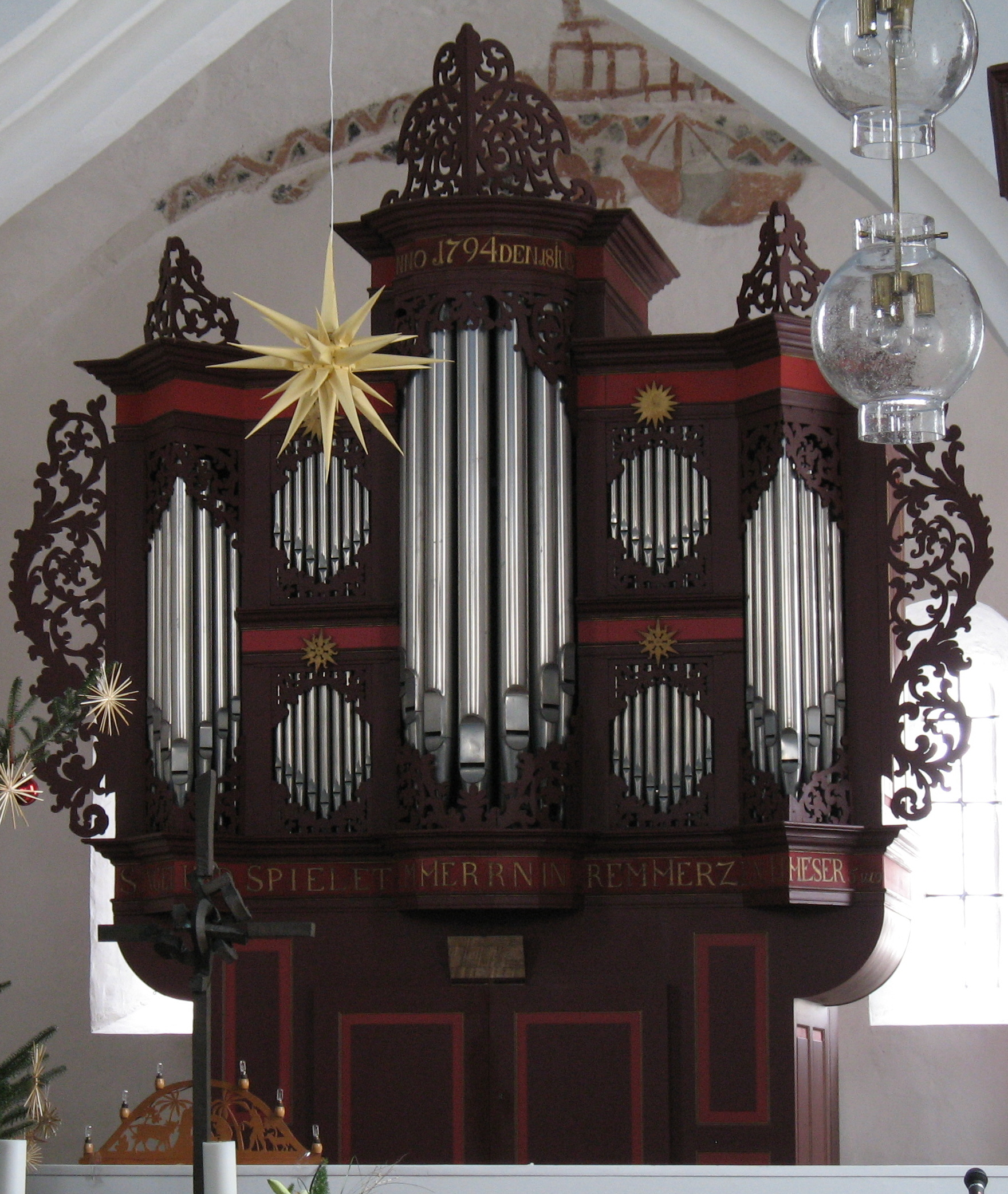
Orgel mit historischem Prospekt von 1691, der ursprünglich in Bunde stand

Der Innenraum wird heute durch eine Flachdecke mit Voute abgeschlossen. An der Ostwand des Rechteckchors ist der Rest eines Wandbildes aus der zweiten Hälfte des 13. Jahrhunderts erhalten geblieben. Es zeigt zwei Reiter und ein Schiff mit Mast. Offenbar ist es die einzige erhaltene mittelalterliche Schiffsdarstellung in einer Kirche in Niedersachsen. Ein kleines Bentheimer Taufbecken aus dem 13. Jahrhundert ist stark beschädigt, da es zwischenzeitlich vermutlich als Tränke diente.
1691/92 wurde die ursprüngliche Orgel der Kirche von Valentin Ulrich Grotian in Aurich für die Reformierte Kirche in Bunde gebaut. Als Hinrich Just Müller dort 1791 ein neues Instrument baute, verkaufte er die alte Grotian-Orgel nach Aurich-Oldendorf. Von Weener wurde sie mit einem Torfschiff bis zur Kirche transportiert. 1792 wurde in der Kirche eine Orgelempore und erst im Jahr 1794 die Orgel fertiggestellt, worauf die Jahreszahl am Mittelturm hinweist. Im Jahr 1916 wurde sie durch ein neues Werk von P. Furtwängler & Hammer ersetzt. Die heutige Orgel stammt aus dem Jahr 1973 (Jehmlich Orgelbau Dresden). Nur der alte Prospekt von 1691 ist erhalten. Die Kanzel, die Christus und vier Evangelisten zeigt, datiert von 1698, das Lesepult von 1697.

## Kirchenbücher
Die Kirchenbücher reichen bis auf das Jahr 1700 zurück. Es gibt ein Ortssippenbuch.